# Trofeo Puerta del Sol
El Trofeo Puerta del Sol fue un torneo amistoso de fútbol, disputado en La Paz, Bolivia. Lo jugaron cuatro equipos, en formato de dos semifinales, un partido de consolación por el tercer y cuarto puesto y la gran final que otorgaba el trofeo al campeón del torneo.
Los equipos participantes fueron los bolivianos FC Bolívar y Club The Strongest, el Club Talleres de Córdoba de Argentina y el Club Atlético de Madrid de España.

## El Torneo
La Primera semifinal la disputaron los clubes anfitriones, el CF Bolívar contra The Strongest, venciendo el primero por dos goles a cero. La segunda semifinal disputada por Atlético de Madrid y Talleres de Córdoba fue un partido más disputado y en algún momento bronco, llevándose la victoria por cuatro a dos el equipo español.
El partido de consolación disputado para el tercer puesto, el The Strongest derrotó al Talleres de Córdoba por 2-0.
El Atlético de Madrid se adjudicó el trofeo Puerta del Sol, al imponerse en la final al FC Bolívar por 1-0. El gol del triunfo fue obtenido por Rubén Cano a los once minutos de la segunda parte. El Atlético de Madrid dominó prácticamente durante todo el encuentro disputado en el Estadio La Paz. Los jugadores madrileños actuaron con soltura, sin sentir los efectos de la altura de La Paz Bolivia, ciudad a 3.600 metros sobre el nivel del mar.,

## Los Partidos
|                | Fecha       | Equipo 1           | Resultado | Equipo 2                 |
| -------------- | ----------- | ------------------ | --------- | ------------------------ |
| Semifinal      | 9 de julio  | Club The Strongest | 1-2       | FC Bolívar               |
| Semifinal      | 9 de julio  | Atlético de Madrid | 4-2       | Club Talleres de Córdoba |
| 3º y 4º puesto | 11 de julio | Club The Strongest | 2-0       | Club Talleres de Córdoba |
| Final          | 11 de julio | FC Bolívar         | 0-1       | Atlético de Madrid       |

| España                                                |
| Club Atlético de Madrid Campeón Trofeo Puerta del Sol |